# Casona de los Menéndez
La casona de los Menéndez, en La Aldea, concejo de Laviana (Asturias, España) está situada sobre una ladera de considerable pendiente, orientada al norte, sobre la vertiente izquierda del río Nalón.
Se trata de una casona rural de estilo barroco con una capilla adosada con el escudo de armas en la fachada. La planta es rectangular; la fachada principal orientada al oeste se estructura en dos pisos y la posterior, al este, en un solo piso.
En la fachada sur, en la que se encuentra adosada la capilla, se levanta un piso más con una galería que puede ser resultado de la evolución de un antiguo corredor.
La capilla es de tipo popular, con planta rectangular cubierta con bóveda de crucería resaltada con nervios, y pinturas murales que simulan enmarques arquitectónicos.
La casa puede datarse en el siglo XVI, aunque sufrió diferentes obras de ampliación en los siglos XVII y XVIII. La Capilla es de 1787.
Los materiales empleados son mampostería en los muros y sillares en balcones y ventanas, cadenas esquineras, comisas de la capilla, bolas de remate y escudo.
Los terrenos circundantes se utilizan para explotaciones agropecuarias, con almacén y panera destinados al mismo uso.